# Loculus (Tasche)

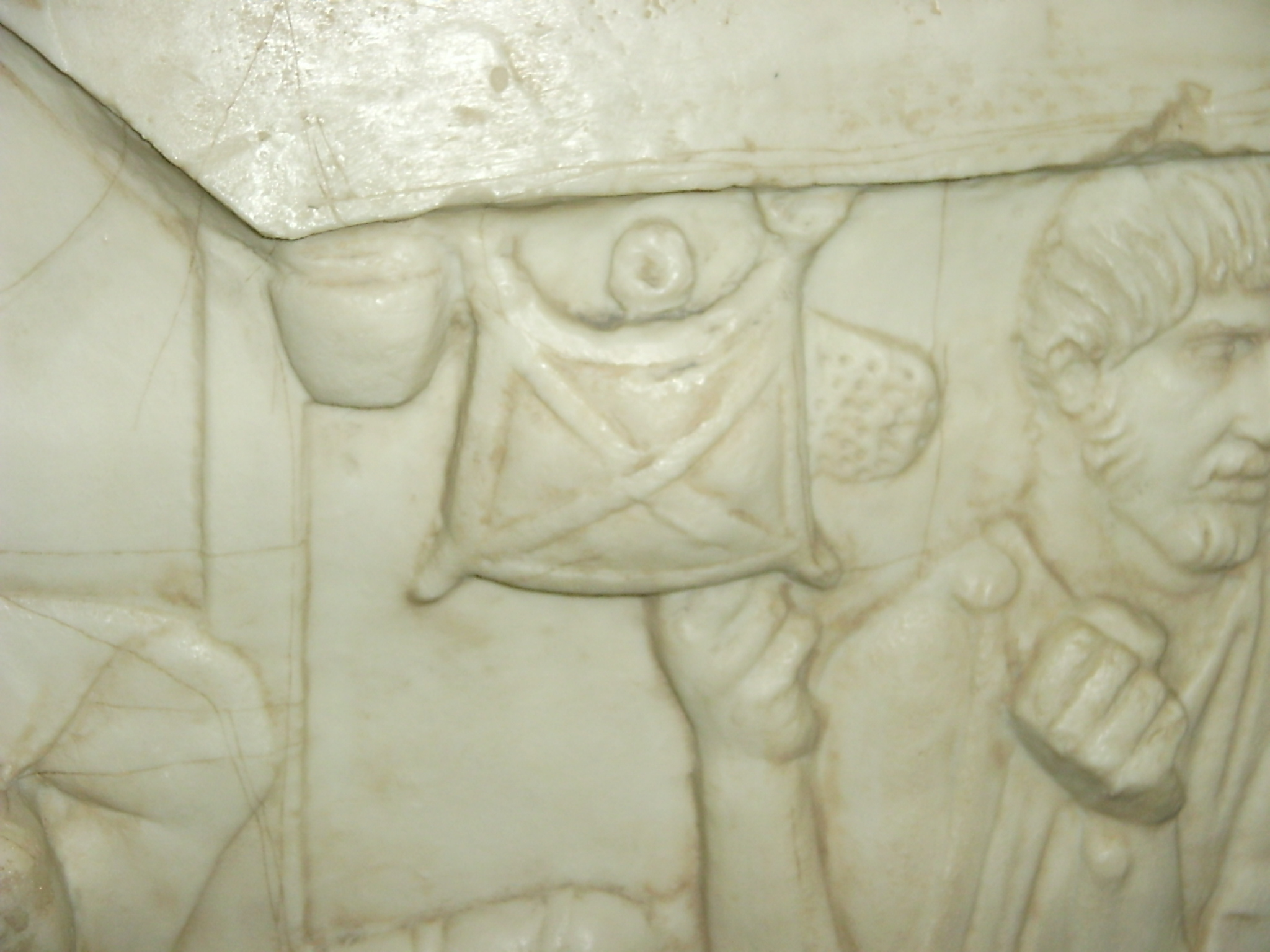
Eine Abbildung eines Loculus auf der Trajansäule in Rom (Abguss im Landesmuseum Mainz)

Als Loculus wird eine rechteckige römische Tasche bezeichnet, die beim Militär verwendet wurde. Die Tasche war an der Außenseite zur Verstärkung mit gekreuzten Lederbändern versehen. Verwendet man zur Rekonstruktion eine Ziegenhaut mittlerer Größe, ergibt sich so maximal eine Abmessung von ca. 35 × 25 cm. Ob nun Ziegenleder oder Rindleder in römischer Zeit dafür verwendet wurde, lässt sich nicht mit letzter Sicherheit sagen. Denkbar sind beide Varianten. Getragen wurde sie von den römischen Legionären an der Furca (Tragestange) oder eventuell auch mit Hilfe eines Umhängeriemens über die Schulter. Wie die Tasche verschlossen wurde, darüber lässt sich nur spekulieren. Als Lösung bietet sich hier eine dreieckige Klappe an, welche überfallartig, ähnlich moderner Taschen den oberen Teil der Tasche abdeckt und mit Lederriemen verschlossen wird. Als Inhalt sind persönliche Gegenstände (Messer, Geldbeutel, Fibeln) anzunehmen. Der Kulturwissenschaftler Andreas Gehrlach nutzte den Loculus als ein Beispiel für einen „Individualraum“ des Eigentums, der aus der normierten Ausrüstung der römischen Legionäre hervorsticht.
Neuere Forschungen von Marquita Volken 2008 in ihrem Paper „The waterbag of the roman soldier“ aufgestellt hat, nämlich, dass die Loculus ein Wasserbeutel ist. Diese These wird von der partiellen Rekonstruktion von Reinhard Niessner gestützt, welcher die These aufgestellt hat, dass aus der Lokulus wohl Posca getrunken wurde, da der Ledergeschmack sonst sehr stark gewesen wäre.

## Geschichte
Die einzigen Abbildungen solcher „Legionärstaschen“ finden sich auf der Trajansäule in Rom. Die am Antoninuswall in Schottland gefundenen Lederteile, welche von Junkelmann solchen Taschen zugeordnet werden, sind zu fragmentiert um daraus Rückschlüsse zum Aussehen oder gar der Rekonstruktion ziehen zu können.